# Carl-Erik Sahlberg
Carl Erik Vilhelm (Carl-Erik) Sahlberg, född 22 oktober 1945 i Hammerdal i Jämtland, död 17 november 2021 i Marangu i Kilimanjaro-regionen, Tanzania, var en svensk präst och teolog. Han var domkyrkokomminister 1989–2009 och direktor 2009–2012 i S:ta Clara kyrka i Stockholm. Efter sin pensionering 2012 var han verksam i Tanzania där han tillsammans med sin fru Overa drev 24 barnhem med sammantaget cirka 200 barn. Barnhemsverksamheten tar hand om barn som mist sina föräldrar i AIDS.

## Biografi

### Uppväxt och studier
Sahlberg växte upp i Härjedalen och Jämtland och tog studentexamen 1966 i Östersund. Han prästvigdes 1968 och hade tjänst som kyrkoadjunkt i Storsjö kapell 1968–1973 innan han återupptog teologistudierna. Han disputerade i kyrkohistoria vid Uppsala universitet 1977 på en avhandling om pingströrelsen och tidningen Dagen, med fokus på åren 1907–1963.

### Mission
Före sin doktorsexamen hade Sahlberg fått tjänst som kyrkoherde i Alsens församling i Jämtland, där han verkade 1976–1983. Därefter var han verksam som missionär och lärare i kyrkohistoria vid Makumira Lutheran Theological College i norra Tanzania. Vistelsen i Tanzania hade haft stor betydelse för Sahlbergs familj, och tillsammans med sin hustru Overa Sahlberg drev de under 2010-talet ett antal barnhem för barn som mist sina föräldrar i hiv/aids. Verksamheten betjänade cirka 200 barn i Uganda, Tanzania och Kenya.

### Klara kyrka i Stockholm
Under perioden 1989 till 2012 var Carl-Erik Sahlberg verksam i S:ta Clara kyrka, Stockholms domkyrkoförsamling, där han tog initiativ till ett omfattande diakonalt arbete bland hemlösa och andra hjälpsökande i Stockholms centrala delar.

### Fortsatt akademisk verksamhet
Parallellt med sin verksamhet i S:ta Clara fortsatte Sahlberg sin akademiska verksamhet och undervisade sedan 1995 i kyrkohistoria vid Teologiska Högskolan i Stockholm, Saint John’s College i Nottingham i England och Ersta Sköndal högskola samt i missionsvetenskap vid Johannelunds teologiska högskola. Han antogs 1998 som docent i kyrkohistoria vid Uppsala universitet och gav ut ett femtontal böcker och skrifter.

### Kairos New Wine
När missionsinstitutet Kairos bildades 1996 var Sahlberg en av initiativtagarna och senare även dess direktor. Institutet har senare gått samman med den svenska grenen av New Wine, och bildat Kairos New Wine där Sahlberg tidigare varit med i styrelse och ledningsgrupp.

### Utmärkelser
Sahlberg blev nominerad till flera biskopsval och var en av fem kandidater i ärkebiskopsvalet i Svenska kyrkan 2006. Den 28 januari 2009 tilldelades han Hans majestät konungens medalj av åttonde storleken i högblått band, ”för betydelsefulla insatser inom Kyrkans sociala arbete”.

### Familj
Carl-Erik Sahlberg var gift med Overa Sahlberg och fick tillsammans med henne fyra barn.